# القلعة (الرملة)
القلعة هو دُوَّار يقع بجماعة دار الشاوي، عمالة طنجة أصيلة، جهة طنجة تطوان الحسيمة في المملكة المغربية. ينتمي الدوّار لمشيخة الرملة التي تضم 10 دواوير. يُقدّر عدد سكانها بـ43 نسمة وفقًا للتعداد الرسمي للسكان والمساكن لعام 2004.

## روابط خارجية
- البوابة الوطنية للجماعات الترابية
- المندوبية السامية للتخطيط